# 盧卡·羅美路
盧卡·羅美路·比辛那（西班牙語：Luka Romero Bezzana；2004年11月18日—）是一名阿根廷職業足球員，司職進攻中場，現效力於墨西哥足球超級聯賽球隊藍十字。出生於墨西哥的羅美路曾在青年國際賽事代表阿根廷。
羅美路現時保持五大聯賽中最年輕上陣球員的紀錄，他在2020年6月以15歲又219日之齡代表馬略卡在西甲比賽上陣。

## 早年生活
羅美路出生於墨西哥杜兰戈，他的父母均來自阿根廷。在羅美路三歲時，他的家庭移民到西班牙安達盧西亞自治區的科尔多瓦新镇。他們在羅美路七歲時搬遷到巴利阿里群島福门特拉岛，而他在當時開始效力鄰近的聖佐治體育會。
羅美路在2011年曾在巴塞隆拿試腳，但因他當時年僅10歲，且不在當地居住，因而未能與球隊簽約。

## 球會生涯

### 馬略卡
2015年，當時十歲的羅美路與馬略卡簽下一紙為期八年的青年合約。他在效力球會青年隊的頭四年，共在108場青年比賽中射入230個入球。
2020年6月5日，羅美路首次被時任馬略卡領隊比森特·莫雷諾提拔參與球會一隊訓練。11天後，他在對陣維拉利爾的西甲比賽中首次入選馬略卡的比賽名單，但他並未上陣。同月24日，羅美路在對陣皇家馬德里的0–2敗仗中完成職業生涯地標戰，他在比賽第83分鐘後備入替伊迪里素·巴巴。他以15歲又219日之齡成為西甲及五大聯賽中最年輕上陣球員。
在2020–21賽季，儘管羅美路已正式成為一隊球員，但他仍有為馬略卡B隊在西丙上陣。2020年11月1日，他在馬略卡B隊對陣略塞塔人的西丙比賽中梅開二度，是他職業生涯的首兩個入球。他在同月29日對陣的西乙比賽中首次為球會一隊入球，協助球隊以4–0大勝對手。

### 拉素
2021年8月19日，意甲球會拉素簽入羅美路，轉會費據報僅為20萬歐元。在對陣史柏斯亞的聯賽揭幕戰中，羅美路以16歲九個月又10日之齡上演地標戰，成為球會史上最年輕的球員。
2022年11月10日，羅美路在對陣蒙沙的比賽中首次為球隊入球，並協助球隊以1–0勝出。他成為首位在2004年出生的意甲入球球員。
2023年夏天，羅美路因未能與球會達成續約協議而約滿離隊。

### AC米蘭
2023年7月6日，意甲球會AC米蘭宣布免費簽入羅美路，合約為期四年。
2023年7月24日，他在對陣皇家馬德里的友誼賽中首次為球隊上陣，並在禁區外遠射入球，米蘭最終以3–2落敗。由於球隊在轉會窗中簽入、等進攻球員，令羅美路的上陣機會減少。
2023年9月27日，羅美路首次在正式比賽為AC米蘭上陣，他在對陣卡利亞里的下半場後備入替克里斯蒂安·普利西奇，協助球隊以3–1勝出。
2024年1月22日，羅美路被外借回西甲，加盟艾美利亞至季尾。他在2月24日對陣馬體會的比賽中梅開二度，協助球隊以2–2逼和對手，並在賽後獲選為比賽最佳球員。

## 國家隊生涯
羅美路出生於墨西哥，他的家庭來自阿根廷，而他在三歲時移民到西班牙，因此他有資格在國際賽事代表此三個國家。
他曾在2019年南美洲U-15足球錦標賽代表阿根廷U15，他在六場比賽中射入兩球，並協助球隊奪得亞軍。2020年3月，羅美路獲阿根廷U17徵召參與蒙太古國際足球邀請賽，但賽事最終因2019冠状病毒病疫情而被取消。
2022年3月6日，羅美路首次獲阿根廷國家隊徵召，但他並未在該國際賽期上陣。
2023年5月3日，羅美路入選阿根廷U20的2023年國際足總U-20世界盃參賽名單。作為主辦國的阿根廷在十六強以0–2敗予尼日利亞出局。

## 個人生活
羅美路的父親曾是一名職業足球員。他的孖生兄弟托比亞斯亦是一名足球員，司職守門員。

## 生涯統計

### 球會
最後更新：2024年2月24日
| 效力球會         | 球季     | 聯賽     | 聯賽 | 聯賽 | 國家盃賽 | 國家盃賽 | 洲際比賽 | 洲際比賽 | 其他 | 其他 | 總計 | 總計 |
| 效力球會         | 球季     | 聯賽     | 上陣 | 入球 | 上陣     | 入球     | 上陣     | 入球     | 上陣 | 入球 | 上陣 | 入球 |
| ---------------- | -------- | -------- | ---- | ---- | -------- | -------- | -------- | -------- | ---- | ---- | ---- | ---- |
| 馬略卡B隊        | 2019–20  | 西丙     | 0    | 0    | —        | —        | —        | —        | 1    | 0    | 1    | 0    |
| 馬略卡B隊        | 2020–21  | 西丙     | 15   | 2    | —        | —        | —        | —        | 0    | 0    | 15   | 2    |
| 馬略卡B隊        | 總計     | 總計     | 15   | 2    | —        | —        | —        | —        | 1    | 0    | 16   | 2    |
| 馬略卡           | 2019–20  | 西甲     | 1    | 0    | 0        | 0        | —        | —        | —    | —    | 1    | 0    |
| 馬略卡           | 2020–21  | 西乙     | 6    | 1    | 2        | 0        | —        | —        | —    | —    | 8    | 1    |
| 馬略卡           | 總計     | 總計     | 7    | 1    | 2        | 0        | —        | —        | —    | —    | 9    | 1    |
| 拉素             | 2021–22  | 意甲     | 8    | 0    | 1        | 0        | 0        | 0        | —    | —    | 9    | 0    |
| 拉素             | 2022–23  | 意甲     | 6    | 1    | 1        | 0        | 5        | 0        | —    | —    | 12   | 1    |
| 拉素             | 總計     | 總計     | 14   | 1    | 2        | 0        | 5        | 0        | —    | —    | 21   | 1    |
| AC米蘭           | 2023–24  | 意甲     | 4    | 0    | 1        | 0        | 0        | 0        | —    | —    | 5    | 0    |
| 艾美利亞（外借） | 2023–24  | 西甲     | 3    | 2    | —        | —        | —        | —        | —    | —    | 3    | 2    |
| 生涯總計         | 生涯總計 | 生涯總計 | 58   | 8    | 5        | 0        | 5        | 0        | 1    | 0    | 69   | 8    |

1. ↑  於西乙附加賽上陣。
2. ↑  其中三場歐霸，兩場歐協聯。

## 外部連結
- Lazio official profile （页面存档备份，存于）
- 盧卡·羅美路在BDFutbol中的档案